# أليكوس سبانوداكيس
أليكوس سبانوداكيس (باليونانية: Αλέκος Σπανουδάκης)‏‏ (8 يوليو 1928 في خانية - 10 مارس 2019 ) لاعب كرة سلة من اليونان.

## روابط خارجية
- أليكوس سبانوداكيس على موقع الاتحاد الدولي لكرة السلة (الإنجليزية)
- أليكوس سبانوداكيس على موقع سبورتس رفرنس (الإنجليزية)
- أليكوس سبانوداكيس على موقع أوليمبيديا (الإنجليزية)